# Ezra Shales
Ezra Shales, född 22 april 1969, är professor vid institutionen för konsthistoria vid Massachusetts College of Art and Design i USA. Han undervisar i konsthantverks- och designhistoria och är författare till böckerna The Shape of Craft (2017) och Made in Newark: Cultivating Industrial Arts and Civic Identity in the Progressive Era (2010).
Shales har även bidragit med kapitel till publikationer som Craft Economies (Bloomsbury, 2018) och The Ceramics Reader (Bloomsbury, 2017). Han har skrivit utförligt om samtida konstnärer och modernistiska keramiker, och hans texter har publicerats i utställningskataloger och tidskrifter som Journal of Design History och Journal of Modern Craft.

## Biografi
Shales utmanar den utbredda och romantiserade bilden av den enskilda designern eller formgivaren som ett ensamt geni bakom en produkt. Han menar att detta synsätt helt bortser från att de flesta föremål, särskilt industriellt tillverkade, är resultatet av ett omfattande lagarbete.
Shales anser att fixeringen vid det individuella skapandet är en djupt rotad dogm. Detta tar sig ofta uttryck i ett slags självcentrerat eller terapeutiskt hantverksutövande som han ser som en form av kompensatorisk konstterapi, präglad av uppblåst egoism och en grumlig individualisering. Ett sådant fokus, menar Shales, leder till att man ignorerar verkliga behov och praktiska begränsningar, och även den bredare samhällspåverkan som design kan ha, exempelvis i form av nationsbyggande.
Detta individualistiska synsätt, vanligt inom konsthantverkskretsar och -institutioner, riskerar att leda till ett inåtvänt perspektiv. Istället för att fokusera på kollektiv och samordnad yrkesskicklighet, där många bidrar, uppmuntras en blick mot det egna jaget. Shales är även kritisk till den populära termen ”maker” (skapare, görare), som han menar kan bli narcissistisk och självförgudande.
Som en motvikt lyfter Shales fram betydelsen av vad han kallar samordnad yrkesskicklighet eller samordnat arbete. Han beskriver detta som team där individer med precisa färdigheter och expertis samarbetar, och där helheten av deras gemensamma ansträngning blir större än summan av de enskilda delarna. Shales påpekar att detta inte är något nytt. Historiskt sett, särskilt före mitten av 1700-talet, skapades de flesta museiföremål genom samverkan mellan många specialiserade hantverkare, exempelvis experter på färgning, vävning och broderi.
En viktig del av Shales forskning är att synliggöra den ofta dolda yrkesskicklighet som finns inom tillverkningsindustrin. Genom att besöka fabriker strävar han efter att uppdaga och belysa det kvalificerade arbete som utförs även i processer som vid första anblick kan verka anonyma eller helt standardiserade.
Shales hänvisar i sitt arbete bland annat till professor David Pyes (engelska: David Pye) som i sin bok The Nature and Art of Workmanship (1968) fördjupar sig i den ofta förbisedda aspekten av hur saker tillverkas, och där han kontrasterar begreppen formgivning (design) och hantverksskicklighet (workmanship). Pye argumenterar för att medan formgivningen anger avsikten, är det hantverkarens skicklighet och omsorg som ytterst bestämmer kvaliteten på den färdiga produkten.